# De dans
De Dans, in het Frans La Danse, is een groot olieverfschilderij van de Franse kunstschilder Henri Matisse (1869-1954). Matisse maakte er twee versies van: de eerste dateert uit begin 1909, de tweede van hooguit een jaar later. Beide werken tonen vijf naakte, vrouwelijke figuren die ronddansen in een kring en daarbij elkaars hand vasthouden, geschilderd tegen een sterk vereenvoudigd groen landschap en een blauwe hemel. Slagschaduwen en diepte ontbreken (de figuren dichtbij en ver weg zijn even groot) en de kleurvlakken zijn door sterke contouren begrensd.

## De dans (I)
Het doek uit 1909, vervaardigd aan de Boulevard des Invalides in Parijs, is een vlug geschilderde compositorische studie voor het uiteindelijke schilderij en meet 259,7 cm × 390,1 cm. De kleuren in deze oerversie zijn veel bleker dan op het latere doek: Matisse gebruikte roze in plaats van rood voor de menselijke gestalten, hemelsblauw in plaats van ultramarijn voor de hemel en zeegroen in plaats van smaragdgroen voor het gras.
Het doek bevindt zich in het Museum of Modern Art (MoMA) in New York.

## De dans (II)
De versie uit 1909/1910 meet 260 cm × 391 cm. Matisse maakte het werk samen met Muziek (1910) in opdracht van de Russische zakenman en kunstverzamelaar Sergej Sjtsjoekin, die beide schilderijen boven de trap in zijn huis in Moskou hing, dat regelmatig gratis open was voor het publiek. Daar bleven zij tot de Oktoberrevolutie van 1917 hangen. Vooral het rood is veel krachtiger dan op het eerste doek. De lichamen van de vrouwen zijn gespierder en energieker dan in de voorstudie.
Dit doek bevindt zich tegenwoordig in de Hermitage in Sint-Petersburg (evenals Muziek). In 2010 was het zes weken uitgeleend aan de Hermitage Amsterdam in het kader van de tentoonstelling Matisse tot Malevich.

## Betekenis
De dans geldt als het bekendste schilderij van Matisse en wordt algemeen erkend als keerpunt in zijn werk en in de ontwikkeling van de moderne schilderkunst. Zijn tijdgenoten vonden het onbeholpen en ruw, maar tegenwoordig is het zeer populair.
Uit het schilderij spreekt de ontluikende fascinatie van de schilder voor primitieve kunst. Hij gebruikte een klassiek, fauvistisch kleurenpalet: de intense, warme kleuren tegen de koele, blauw-groene achtergrond en de ritmische herhaling van de dansende naakten brengen een hedonistische levenshouding en gevoelens van emotionele bevrijding tot uitdrukking.

## Triptiek
In 1931 maakte Matisse in opdracht van de Amerikaanse arts-farmaceut en kunstverzamelaar Albert C. Barnes een triptiek met hetzelfde motief (dansende naakten) bedoeld als muurschildering voor de centrale hal van diens school annex kunstmuseum in Merion (net buiten Philadelphia), in 1932-1933 gevolgd door een tweede versie omdat de eerste te klein bleek. Hij gebruikte voor het opbouwen van zijn compositie een nieuwe techniek: met geverfde en uitgeknipte stukken papier probeerde hij verschillende vormen uit. De wanddecoratie bestaat uit drie panelen van olieverf op doek en is de grootste die Matisse ooit vervaardigd heeft. De compositie, aangeduid als The Dance II, bevindt zich sinds 2012 in een nieuw gebouw van de Barnes Foundation in Philadelphia. Matisse voltooide de eerste versie alsnog in 1933 en maakte ook nog een onvoltooide versie (1931), die in 1992 opgerold werd teruggevonden in zijn oude appartement-atelier in Cimiez, een buitenwijk van Nice. De eerste en de onvoltooide versie worden in het MAM in Parijs bewaard.